# Taulé
Taulé is een gemeente in het Franse departement Finistère, in de regio Bretagne. De plaats maakt deel uit van het arrondissement Morlaix. Taulé telde op 1 januari 2022 2.883 inwoners.

## Geografie
De oppervlakte van Taulé bedroeg op 1 januari 2022 29,47 vierkante kilometer; de bevolkingsdichtheid was toen 97,8 inwoners per km².

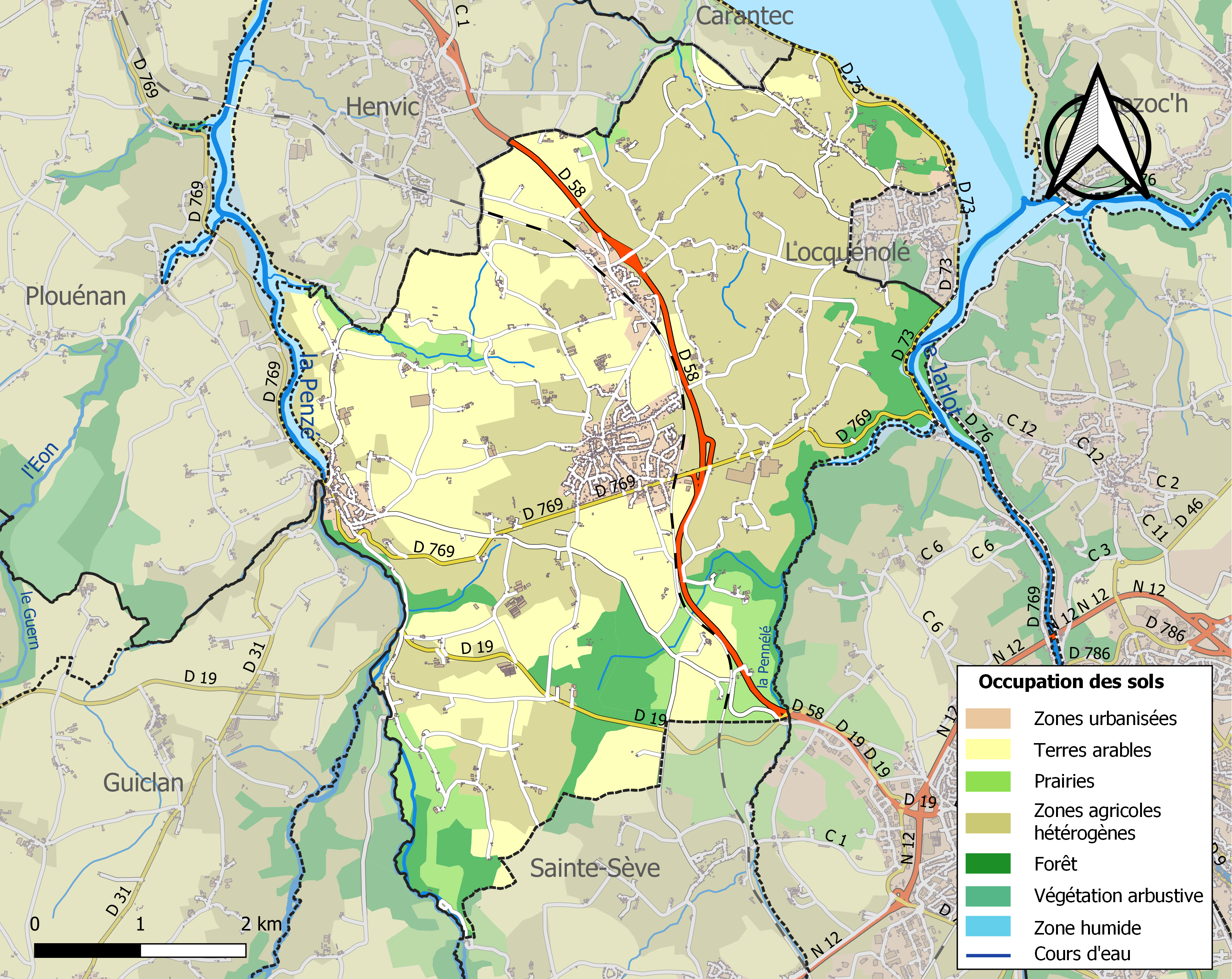
Kaart van de gemeente met belangrijkste infrastructuur, bodemgebruik en omliggende gemeenten

## Demografie
Onderstaande figuur toont het verloop van het inwonertal (bron: INSEE-tellingen).